# Alexandre-Louis Lachevardière
Alexandre-Louis Lachevardière (ur. 1765 w Paryżu, zm. 15 października 1828 w Paryżu) – francuski polityk i urzędnik konsularny.
Syn paryskiego wydawcy i księgarza wydawnictw muzycznych Louisa-Balthazara de Lachevardière (1730-1812). Był urzędnikiem prokuratury, następnie zatrudniony w Kasie nadzwyczajnej odpowiedzialnej za spłatę długu publicznego (Caisse de l'extraordinaire chargée du remboursement de la dette publique), członkiem Paryskiego Zgromadzenia Wyborczego (L’Assemblée électorale de Paris) (1792), członkiem zarządu administracji departamentu Paryża (po 10 sierpnia 1792), jego wiceprezydentem, zaangażowanym jakobinem, początkowo chronionym przez Robespierra.
Pełnił funkcję cywilnego komisarza armii zachodniej (Armée de l'Ouest) (wiosna 1793). 10 maja 1794 został aresztowany, w tym samym czasie co Antoine-François Momoro i inni hebertiści. Uwięziony w przekształconym w więzienie Pałacu Luksemburskim (27 lipca 1794). Po uwolnieniu, we wrześniu 1797 nominowany sekretarzem generalnym Ministerstwa Policji, a następnie kolejno inspektorem generalnym wojska, konsulem Francji w Palermo (1798), i nowym administratorem departamentu Sekwany.
Zwolniony i nadzorowany po zamachu stanu w listopadzie 1799, mianowany konsulem Francji w Hamburgu (1802), a następnie w Gdańsku (1807-1808). W 1808 oskarżony o defraudację wycofał się z życia publicznego.